# Galeus priapus
Galeus priapus es una especie de peces de la familia Scyliorhinidae en el orden de los Carcharhiniformes.

## Morfología
• Los machos pueden llegar alcanzar los 44,6 cm de longitud total.

## Hábitat
Es un pez de mar y de clima subtropical que vive entre 620-830 m de profundidad

## Distribución geográfica
Se encuentran en Nueva Caledonia y Vanuatu.